# Leszek Kucharski
Leszek Kucharski (Danzica, 8 luglio 1959) è un ex tennistavolista polacco.